# Monitoring de la science ouverte

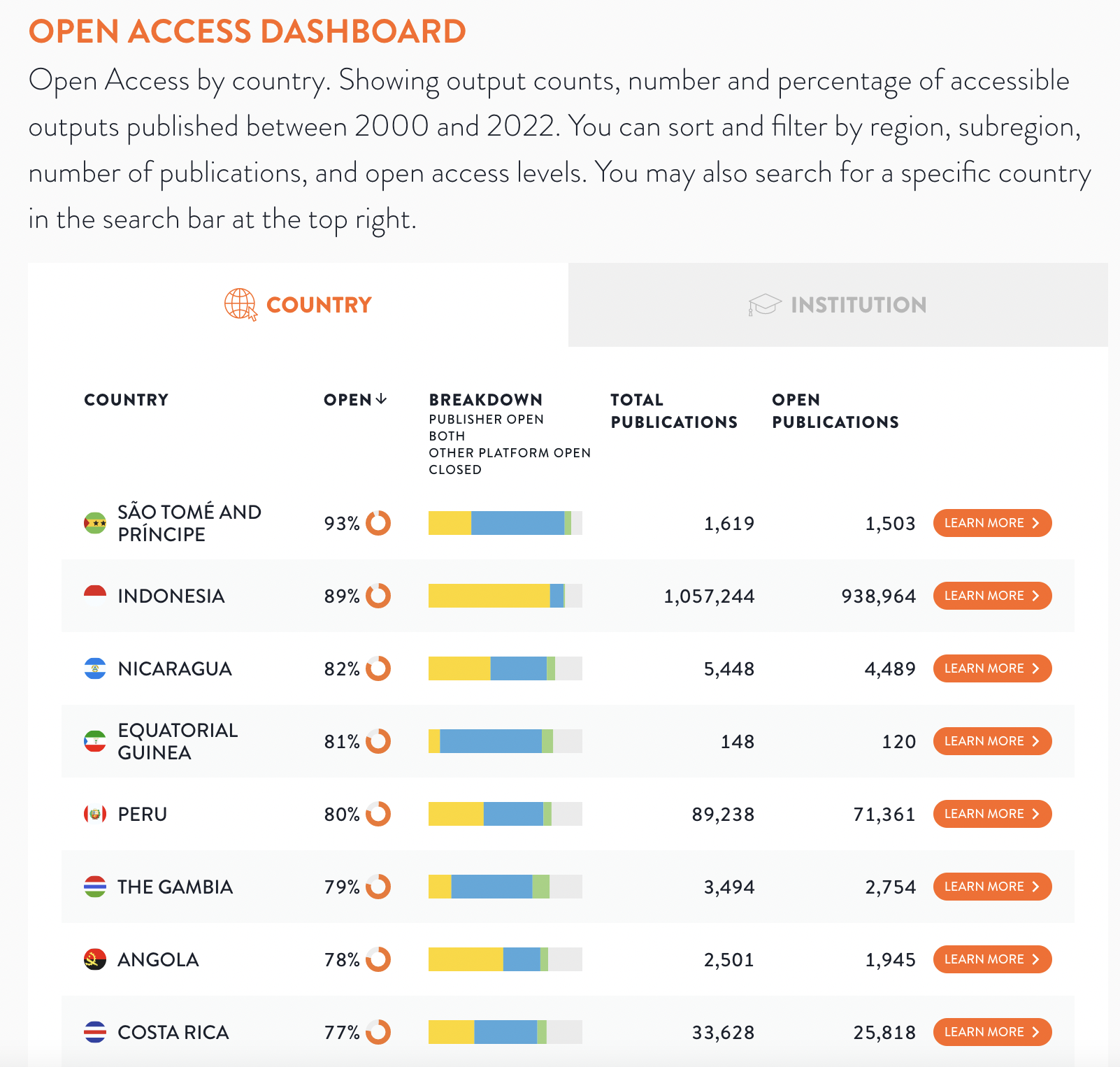
Un exemple de moniteur de la science ouverte : le World Open Access Dashboard de COKI

Un moniteur de la science ouverte ou moniteur du libre accès est une infrastructure destinée à évaluer la diffusion des pratiques ouvertes en contexte scientifique. Les moniteurs de la science ouverte sont généralement construits à l’échelle d’un pays ou d’une institution. Ils nécessitent une évaluation précise de la production scientifique totale et une véritable distinction entre contenus ouverts et fermés moyennant différentes méthodologies et sources de données. C’est ainsi que les moniteurs de la science ouverte sont également devenus des outils d’analyse bibliométrique pertinents.
Initialement conçus pour le suivi des publications au sein des revues universitaires, les moniteurs de la science ouverte ont diversifié leur champ d’application et leurs indicateurs. Depuis peu, ils sont utilisés pour cartographier d’autres productions clés de la recherche scientifique ouverte, comme les ensembles de données, les logiciels ou les essais cliniques.

## Définition
Le moniteur de la science ouverte est une infrastructure scientifique permettant d’obtenir une « bonne connaissance de l’état » des productions scientifiques et de leur « taux de libre accès. » Un tel outil politique aide à mieux évaluer l’écart entre les objectifs à long terme et les pratiques réelles : il « peut éclairer les stratégies futures au niveau des institutions et des pays, fournir des orientations pour la construction et l’évaluation de politiques, aider à déterminer les effets des mécanismes de financement et jouer un rôle crucial pour négocier des accords transformants avec les éditeurs par abonnement traditionnels. »
Les moniteurs du libre accès sont des variantes des moniteurs la science ouverte qui se concentrent sur les publications en libre accès. Il s’agit de quantifier la part de libre accès parmi les articles de revues, mais aussi dans « les livres, les chapitres de livres, les compte rendus et les autres types de publications. » En revanche, les moniteurs de la science ouverte génériques disposent d’un champ d’application plus large qui inclut toutes les formes d’activités et de productions scientifiques : « Par définition, la science ouverte concerne tout le cycle du processus scientifique, et pas seulement le libre accès aux publications. »
La plupart des moniteurs de la science ouverte ont une envergure nationale. Ils s’inscrivent dans une politique globale destinée à mieux identifier les coûts et les investissements publics de la publication scientifique. Parmi les meilleurs exemples, on peut citer le Baromètre de la science ouverte en France, l’Open Access Monitor en Allemagne, JUULI en Finlande, l’Open Access Barometer au Danemark, NARCIS puis openaccess.nl aux Pays-Bas et le Swiss Open Access Monitor en Suisse. Un prototype de moniteur de la science ouverte vit également le jour au Royaume-Uni en 2017, mais « visiblement sans concrétisation. »
Il existe aussi des structures internationales, comme la Curtin Open Knowledge Initiative (COKI) basée en Australie, le Moniteur de la science ouverte de l’Union européenne et OpenAIRE. Cependant, ils diffusent leurs données dans une sphère plus limitée que les moniteurs nationaux, car ils « ne proposent pas d’options d’évaluation au niveau institutionnel. »

## Historique

### Contexte
Les moniteurs de la science ouverte font partie d’un écosystème mondial d’infrastructures scientifiques ouvertes apparu durant les premières décennies du XXIe siècle en réaction aux systèmes fermés conçus par les grands éditeurs scientifiques et les sociétés d’analyse.
Après la Seconde Guerre mondiale, la publication scientifique a subi une « crise des périodiques » : les bailleurs de fonds, les institutions et les revues ne pouvaient pas suivre l’accélération de la production scientifique. En outre, il devenait nécessaire de développer un nouvel ensemble d’infrastructures et d’outils pour assurer la traçabilité des investissements scientifiques. Le succès limité des initiatives publiques comme SCITEL ou MEDLINE aux États-Unis a conduit de grandes entreprises privées à combler ce besoin. En 1963, Eugene Garfield créa l’ISI (Institute for Scientific Information) afin de rentabiliser les projets initialement esquissés avec l’administration fédérale. Le Science Citation Index et, plus tard, Web of Science ont massivement et durablement influencé la publication scientifique mondiale au cours des dernières décennies du XXe siècle, puisque son indicateur le plus important, le facteur d’impact des revues, « a fini par constituer l’outil de mesure permettant de structurer le marché concurrentiel entre les revues. » De plus en plus, les bailleurs de fonds se sont appuyés sur les analyses du Science Citation Index et de ses principaux concurrents pour évaluer les performances des chercheurs ou des institutions.
Après 1990, les principaux éditeurs universitaires commencèrent à diversifier leurs activités au-delà de la publication et sont passés « d’une activité de fourniture de contenu à une activité d’analyse de données ».. » En 2019, Elsevier a acquis ou construit un vaste portefeuille de plateformes, d’outils, de bases de données et d’indicateurs couvrant la totalité des aspects et des étapes de la recherche scientifique : « Le plus grand fournisseur de revues académiques est également chargé d’évaluer et de valider la qualité et l’impact de la recherche (Pure, Plum Analytics, Sci Val), d’identifier les experts universitaires pour le compte des employeurs potentiels (Expert Lookup), de gérer les plateformes collaboratives de recherche (SSRN, Hivebench, Mendeley) et les outils de localisation des financements (Plum X, Mendeley, Sci Val) ainsi que de contrôler les plateformes permettant d’analyser et de stocker les données des chercheurs (Hivebench, Mendeley). » Les métriques et les indicateurs sont des éléments clés de cette intégration verticale : « L’évolution d’Elsevier vers un service d’aide à la décision basé sur des métriques est aussi un moyen d’accroître son influence sur l’ensemble du processus de production de connaissances et de monétiser encore plus son accumulation disproportionnée de contenus. » Les marchés émergents de la publication et des données scientifiques ont été comparés au modèle économique des réseaux sociaux, des moteurs de recherche et d’autres formes de capitalisme de plateforme,,. L’accès au contenu est certes gratuit, mais il est indirectement rémunéré par l’extraction et la surveillance des données.

### Premiers développements

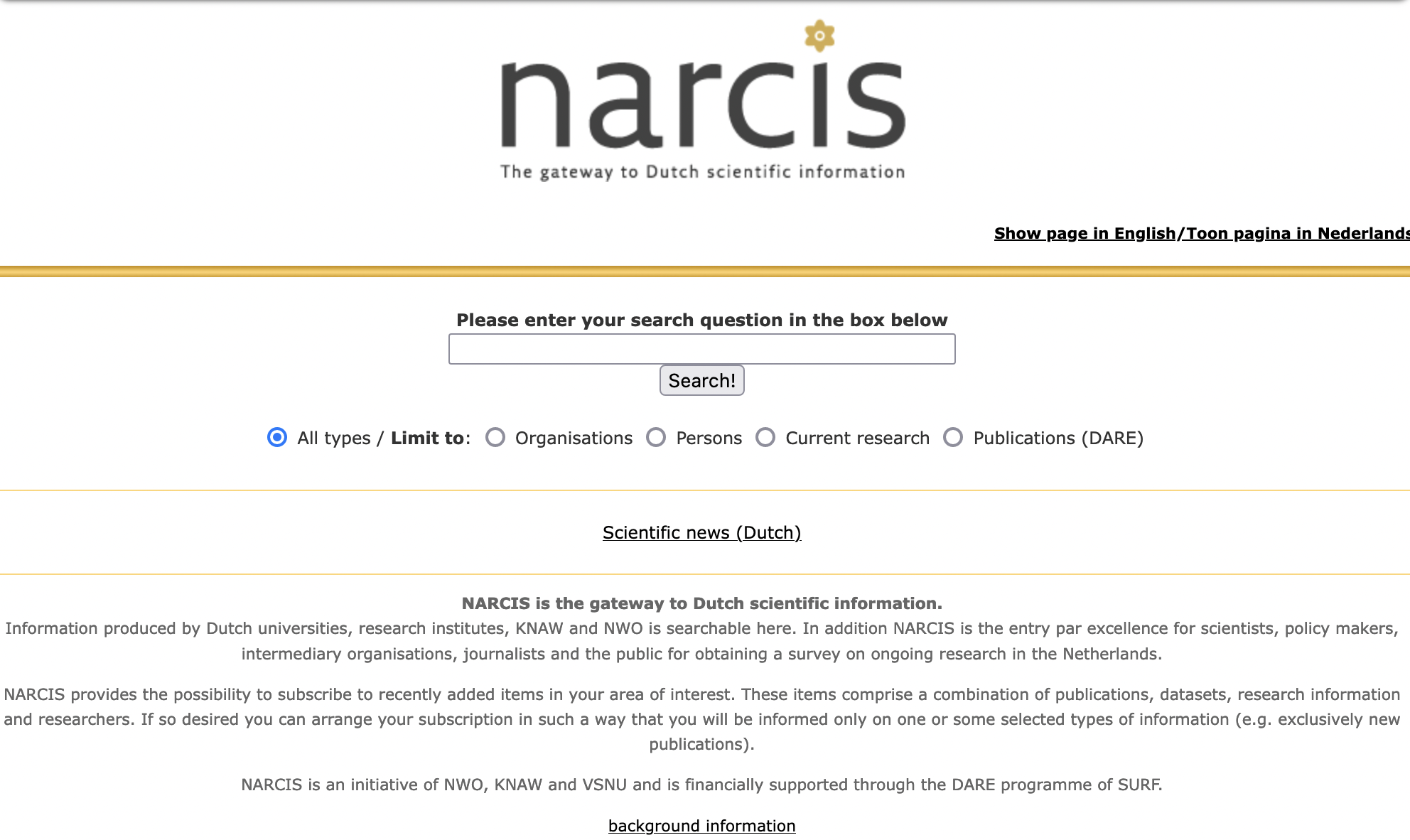
Page d'accueil de NARCIS en 2007, un des premiers moniteurs de la science ouverte

Les premiers moniteurs de la science ouverte furent créés dans les années 2000 et au début des années 2010. Généralement, ils constituaient un prolongement naturel des nouvelles politiques nationales et internationales en faveur du libre accès et de la science ouverte. En particulier, la Déclaration de Berlin de 2003 a introduit le concept d’une « transition [mondiale] de l’édition scientifique vers un système en libre accès » qui nécessiterait « des informations sur la production éditoriale et sur les frais d’abonnement et de publication. »
En outre, la diversification des supports (revues, référentiels, épi-revues, etc.) et des formats (articles, conférences, jeux de données, etc.) de la publication scientifique ouverte a créé des difficultés inédites.
Le projet néerlandais NARCIS (« National Academic Research and Collaborations Information System »), lancé en décembre 2005, compte parmi les pionniers des moniteurs de la science ouverte. Portail scientifique avant tout national, NARCIS vise à intégrer « toutes sortes d’informations provenant des instituts scientifiques des Pays-Bas. » Pour autant, il met aussi l’accent sur les « référentiels universitaires OAI » et publie des statistiques globales sur la proportion de travaux scientifiques ouverts, restreints et sous embargo depuis 2000.
En 2013, la Finlande fut la première à adopter l’influent modèle de Jyväskylä par l’intermédiaire de son portail national JUULI. Expérimentée pour la première fois à l’Open Science Centre de l’Université de Jyvskyl, cette approche vise à « centraliser tous les aspects de l’autoarchivage et du libre accès dont la responsabilité incombe aux professionnels du milieu bibliothécaire universitaire » en vue de faciliter la collecte de données : « Les chercheurs en font le moins possible et, dans certains cas, rien du tout. »

### Du libre accès à la science ouverte
Après 2015, l’Union européenne a lancé des programmes et des objectifs ambitieux dans le cadre de son propre mécanisme de financement, Horizon 2020. Le développement d’outils et de méthodologies de monitoring à l’échelle supranationale a ainsi connu un élan sans précédent : « On a également observé un mouvement général vers plus de monitoring […] pour davantage de transparence afin de permettre à chaque pays de voir ce que font les autres. » En 2018, 81 % des organisations scientifiques de Science Europe déclaraient « prévoir de développer des mécanismes de monitoring du libre accès à l’avenir. »
Dans leur travail préparatoire sur le monitoring de la science ouverte, Smith et al. soulignaient que « la science ouverte va bien au-delà du libre accès, qui pourtant est au cœur des discussions actuelles. » Outre les publications des chercheurs, ils se sont penchés sur les données de la recherche ouverte et sur un plus large éventail d’activités de communication liées à la science ouverte, notamment les prépublications, les évaluations, les commentaires et les discussions sur les réseaux sociaux.
En mai 2018, la Commission européenne a publié une note méthodologique détaillée sur son projet de moniteur de la science ouverte européen. Alors que le moniteur devait reprendre les caractéristiques essentielles des projets précédents, l’éditeur universitaire Elsevier fut choisi comme sous-traitant principal pour créer la plateforme en dépit de son opposition passée à la science ouverte. De plus, il a été annoncé que les métadonnées de Scopus et d’Unpaywall serviraient de métriques pour évaluer le volume de publications en libre accès. La proposition a suscité de vives réactions, près de 1 000 chercheurs et militants de la science ouverte ayant signé une pétition auprès du médiateur européen. Dans une tribune publiée par The Guardian, Jon Tennant voyait « une cruelle ironie [dans le fait] qu’Elsevier soit payé pour monitorer le système même qu’il a toujours combattu. »
Le Moniteur européen de la science fut alors réorienté sur de nouvelles bases. En 2023, le site Web ne contenait que des données antérieures à l’année 2019. En 2022, le Conseil de l'Union européenne indiquait clairement que « les données et les bases de données bibliographiques utilisées pour évaluer la recherche devraient, en principe, être librement accessibles, et [que] les outils et les systèmes techniques devraient permettre d’assurer la transparence. »
L’initiative du Moniteur européen de la science ouverte a poussé les États membres qui avaient des projets similaires à fortement repenser leurs objectifs et leurs ambitions. En 2018, la France proposait notamment un plan détaillé d’élaboration d’indicateurs qui ne se limiteraient pas aux publications et auraient une influence directe sur le Baromètre de la science ouverte,.

## Sources
Les moniteurs de la science ouverte doivent néanmoins s’accommoder de la diversité des sources de données scientifiques, puisqu’à ce jour « aucune base de données n’offre une réponse facile et complète ». Ainsi, « pour la plupart des activités de monitoring, il faudra rassembler, agréger et rapprocher les données provenant de sources multiples. »
Les principales sources disponibles pour les moniteurs de la science ouverte comprennent les infrastructures internationales de science ouverte, les sources locales et les plateformes privées. Le choix des sources est souvent dicté par des considérations d’ordre politique et des contraintes techniques. Le Royaume-Uni et l’Allemagne ne disposent pas d’un « réservoir de données » provenant de sources locales. Ils ont donc décidé de s’appuyer en grande partie sur des bases de données privées telles que Dimensions, WoS ou Scopus. À l’inverse, côté français, le Baromètre de la science ouverte a opté pour un « choix constitutif » de sources ouvertes.

### Infrastructures internationales
Les principales infrastructures de science ouverte utilisées par les moniteurs de la science ouverte sont Unpaywall, Crossref et le DOAJ (Directory of Open Access Journals). Crossref est la principale source d’information du Baromètre de la science ouverte, qui intègre seulement « les publications associées à un DOI Crossref. »
Les années 2010 ayant apporté leur lot d’évolutions significatives, les infrastructures internationales disposent d’un plus large éventail de « publications, langues et sources » que les bases de données privées. Or, « leurs métadonnées sont insuffisamment normalisées, ce qui en rend la collecte et le traitement plus complexes » et elles peuvent manquer d’informations clés pour la création de moniteurs de la science ouverte, par exemple les affiliations des auteurs.

### Infrastructures et référentiels locaux
Les infrastructures locales comprennent les systèmes d’information sur la recherche actuelle (CRIS), directement gérés par les institutions scientifiques et les universités, qui « aident à gérer, comprendre et évaluer les activités de recherche. » Au niveau institutionnel, ces dispositifs peuvent offrir une couverture maximale de la production scientifique, notamment en intégrant les revues publiées localement qui ne seraient pas nécessairement indexées dans les infrastructures scientifiques mondiales. En raison de leurs liens directs avec les communautés scientifiques, les infrastructures locales peuvent inciter les chercheurs à « entrer leurs publications dans ces systèmes » et à mettre en œuvre un plus large éventail d’indicateurs que ceux généralement disponibles dans les bases de données internationales.
La gestion des infrastructures locales est décentralisée, avec des niveaux de couverture et d’information variables selon les institutions. Dans certains cas, les référentiels locaux sont « alimentés uniquement par les grandes bases de données commerciales » et n’offrent aucune valeur ajoutée.
L’intégration de diverses sources de données locales dans un projet commun et standardisé est un défi majeur pour les moniteurs de la science ouverte. L’existence préalable d’une politique de financement ambitieuse peut considérablement favoriser ce processus en incitant les institutions à adopter des normes et des exigences spécifiques en matière de métadonnées.
Alors que les infrastructures locales sont généralement considérées comme des fournisseurs de données pour les moniteurs de la science ouverte, la réciproque est aussi envisageable. En France, l’Université de Lorraine a créé sa propre déclinaison du Baromètre de la science ouverte.

### Bases de données privées
Les bases de données privées telles que Web of Science ou Scopus sont depuis longtemps les principales pourvoyeuses d’analyses et de métadonnées des publications. Pourtant, leur intégration dans les moniteurs de la science ouverte ne fait pas l’unanimité.
Les bases privées sont traditionnellement accusées de propager des biais de données surtout problématiques dans le contexte national de la plupart des moniteurs de la science ouverte. Elles privilégient généralement les publications anglophones et négligent les ressources ayant un impact local significatif. En outre, le recours à des plateformes privées crée une dépendance à long terme, avec des coûts supplémentaires et des risques pour la durabilité des données : « Les éditeurs commerciaux imposent des licences pour accéder à leurs services, avec des tarifs et des modalités d’accès variables. »
Le Baromètre de la science ouverte s’est fixé comme règle de n’utiliser que des « sources de données publiques ou ouvertes. » À l’inverse, l’Open Access Monitor allemand exploite les contenus de Dimensions, Web of Science et Scopus, notamment pour récupérer les « informations sur les auteurs correspondants », même s’il se dit « attentif à l’émergence de nouvelles sources de données, en particulier au format ouvert. ».

## Méthodologie
Généralement, les moniteurs de la science ouverte cherchent à rassembler plusieurs sources de données et de métadonnées de publication dans une « interface centralisée » qui « assure un suivi continu au niveau national et fournit une base de décisions et d’actions fondées sur des éléments tangibles. » À cause de « la complexité du système d’édition scientifique », la création de moniteurs de la science ouverte efficaces n’est « pas une tâche anodine et implique de nombreuses décisions. »

### Rapprochement des données
La combinaison de multiples sources bibliométriques génère un certain nombre de difficultés. Parfois, il manque des métadonnées importantes. Les articles étant indexés à la fois dans des bases de données locales et internationales, les entrées en double sont fréquentes.
Les identificateurs persistants (PID, de l’anglais Persistent Identifier) sont un aspect crucial des moniteurs de la science ouverte. En théorie, ils permettent « d’identifier de manière univoque les publications, les auteurs et les institutions de recherche associées. » La publication au sein de revues scientifiques peut reposer sur des normes internationalement reconnues, comme le système DOI (pour les publications proprement dites) ou ORCID (pour les auteurs), gérées par des infrastructures internationales majeures telles que Crossref.
Malgré l’existence préalable de normes internationales, les moniteurs de la science ouverte doivent habituellement introduire leurs propres identifiants et schémas de normalisation. Limiter l’analyse à ces normes reviendrait à « exclure d’emblée un certain nombre de revues qui n’adhèrent pas à cette technologie très générale des identifiants persistants. » En outre, d’autres formes de productions ou d’activités scientifiques (comme le financement) ne disposent pas du même degré de normalisation.
Même lorsque les sources incluent déjà des identifiants persistants, « un certain degré de normalisation manuelle est nécessaire » car les métadonnées d’origine ne sont pas toujours cohérentes ou ne balaient pas tous les spectres possibles. L’affiliation des auteurs est une information cruciale pour la plupart des moniteurs de la science ouverte, car elle permet de distinguer les productions scientifiques selon le pays. Cependant, elle est rarement indiquée, et encore moins systématique.

### Exploration de textes et de données
Les moniteurs de la science ouverte ont récemment expérimenté diverses méthodes d’exploration de textes pour reconstituer les métadonnées manquantes. Même les plus illustres bases de données n’échappent pas à certaines failles : « 75 % du contenu indexé » dans Crossref ne mentionne pas d’affiliations institutionnelles. »
Depuis 2022, le Baromètre de la science ouverte (BSO) utilise avec succès des méthodes et des modèles d’apprentissage automatique pour identifier les disciplines ou les affiliations institutionnelles,. Afin de répertorier les disciplines, le BSO a développé scientific-tagger un modèle de plongement lexical basé sur FastText et entraîné sur PASCAL et FRANCIS, deux bases de données annotées.
En 2022, Chaignon et Egret ont publié une reproduction systématique et une évaluation de la méthodologie du BSO dans Quantitative Science Studies. En étudiant des bases de données privées et ouvertes, ils ont trouvé presque le même taux de publications en libre accès pour l’année 2019 (53 % vs 54 %). Dans l’ensemble, le choix du BSO en faveur de l’open source s’est montré plus efficace que le recours à d’autres sources privées : « La stratégie open source mise en œuvre par le BSO permet d’identifier la grande majorité des publications avec un identifiant permanent (DOI) pour le monitoring de la science ouverte. » En outre, le BSO obtient des métadonnées « à un niveau suffisamment fin pour éclairer les disparités géographiques, thématiques, linguistiques, etc. qui affectent les études bibliométriques. »
Les méthodes d’exploration de textes et de données sont particulièrement prometteuses pour indexer un plus large spectre de productions scientifiques ouvertes. Les jeux de données, le code, les rapports et les essais cliniques n’ont jamais été catalogués de manière systématique. En France, le Plan national pour la science ouverte cherche à mettre en place depuis 2022 des indicateurs au-delà du cadre des publications. Aussi, le BSO travaille à l’extraction des « références aux logiciels et aux données de recherche » dans les articles en texte intégral avec des modèles expérimentaux d’apprentissage profond.

## Usages et impact

### Suivre l’adoption de la science ouverte
Dès le commencement, l’un des objectifs du Baromètre de la science ouverte était de capter « la dynamique du libre accès » avec des conséquences importantes sur la conception et le flux de données, car le « statut en libre accès d’une publication évolue au fil du temps » en raison des politiques d’embargo et de l’ouverture rétrospective des contenus plus anciens.
Malgré des différences significatives de méthodologies ou de sources de données, Pierre Mounier soulignait en 2022 que « nous observons la même dynamique » dans les moniteurs du libre accès de trois pays européens : les moniteurs français, allemand et néerlandais convergent pour établir qu’un peu plus de 60 % de la recherche est publiée en libre accès.

### Analyse économique
Les moniteurs de la science ouverte aident à estimer les coûts de l’édition scientifique. Faute d’agrégation des données de publication, « il n’existe souvent aucun espace qui centralise les informations sur les dépenses d’édition en libre accès et surtout hors libre accès ».
Les moniteurs permettent aussi de mieux évaluer l’impact économique de la science ouverte dans tout l’écosystème universitaire. On estime généralement que le passage à l’édition en libre accès ne devrait pas entraîner un surcoût par rapport au système en place. Pourtant, il peut encore subsister des écarts significatifs, surtout avec le modèle APC : les institutions au volume de publication élevé mais aux besoins en abonnement limités peuvent se retrouver dans une « situation financière aggravée ».

### Ouvrages
- P. F. Wouters, The citation culture, 1999 (lire en ligne)
- George Chen, Alejandro Posada et Leslie Chan, Connecting the Knowledge Commons – From Projects to Sustainable Infrastructure : The 22nd International Conference on Electronic Publishing – Revised Selected Papers, Marseille, OpenEdition Press, coll. « Laboratoire d'idées », 2 juin 2019 (ISBN 979-10-365-3802-5), « Vertical Integration in Academic Publishing : Implications for Knowledge Inequality »
- Samuel Moore, Common Struggles: Policy-based vs. scholar-led approaches to open access in the humanities, King's College London, 2019 (lire en ligne)

### Rapports
- Rob Johnson et Chiarelli, Defining and Prototyping an Open Access Dashboard, JISC, 15 août 2017
- Elta Smith, Sarah Parks et Joanna Chataway, A framework to monitor open science trends in the EU, Rand Europe, 2016
- European Commission. Directorate General for Research and Innovation., Future of scholarly publishing and scholarly communication: report of the Expert Group to the European Commission., LU, Publications Office, 2019 (DOI 10.2777/836532, lire en ligne)
- Claudio Aspesi, Nicole Starr Allen, Raym Crow, Shawn Daugherty, Heather Joseph, Joseph McArthur et Nick Shockey, SPARC Landscape Analysis: The Changing Academic Publishing Industry – Implications for Academic Institutions, LIS Scholarship Archive, 3 avril 2019 (lire en ligne)
- Ángel Borrego, Creació d'un indicador d'accés obert a la producció científica de Catalunya, Consorci de Serveis Universitaris de Catalunya, 2021 (lire en ligne)
- Tobias Philipp, Georg Botz, Jean-Claude Kita, Astrid Sänger, Olaf Siegert et Mathilde Reumaux, Open Access Monitoring: Guidelines and Recommendations for Research Organisations and Funders, 10 mai 2021 (lire en ligne)

### Articles
- Mikael K. Elbæk, « Danish Open Access Barometer: mapping Open Access to Danish research and creation of an online prototype for automated open access monitoring. », ScieCom Info, vol. 10, no 1,‎ 2014 (ISSN 1652-3202, lire en ligne, consulté le 13 septembre 2023)
- Elta Smith, Sarah Parks et Joanna Chataway « Informing science and innovation policies: Towards the next generation of data and indicators » (2016) 
—OECD Blue Sky III Forum
- Joachim Schopfel et Hélène Prost « 12th Conference on Grey Literature and Repositories » (2019)
- Joel Wainwright et Guillermo Bervejillo, « Leveraging monopoly power up the value chain: Academic publishing in an era of surveillance capitalism », Geoforum, vol. 118,‎ janvier 2021, p. 210–212 (ISSN 0016-7185, DOI 10.1016/j.geoforum.2020.04.012, S2CID 234328559)
- Laetitia Bracco, « Promoting Open Science through bibliometrics: a practical guide to build an open access monitor », LIBER Quarterly: The Journal of the Association of European Research Libraries, vol. 32, no 1,‎ 3 octobre 2022, p. 1–18 (ISSN 2213-056X, DOI 10.53377/lq.11545, lire en ligne, consulté le 8 septembre 2023)
- Laetitia Bracco, Anne L'Hôte, Eric Jeangirard et Didier Torny, « Extending the open monitoring of open science », sur HAL, 2022
- Lauranne Chaignon et Daniel Egret, « Identifying scientific publications countrywide and measuring their open access: The case of the French Open Science Barometer (BSO) », Quantitative Science Studies, vol. 3, no 1,‎ 12 avril 2022, p. 18–36 (ISSN 2641-3337, DOI 10.1162/qss_a_00179, lire en ligne, consulté le 5 octobre 2023)
- Éric Jeangirard, « L'utilisation de l'apprentissage automatique dans le Baromètre de la science ouverte : une façon de réconcilier bibliométrie et science ouverte ? », Arabesques, no 107,‎ 2022, p. 10–11 (DOI 10.35562/arabesques.3084 , lire en ligne, consulté le 5 octobre 2023)
- Kelly Achenbach, Marta Błaszczyńska, Stefano De Paoli, Francesca Di Donato, Suzanne Dumouchel, Paula Forbes, Peter Kraker et Michela Vignoli, « Defining discovery: Is Google Scholar a discovery platform? An essay on the need for a new approach to scholarly discovery », Open Research Europe, vol. 2,‎ 2022, p. 28 (ISSN 2732-5121, PMID 37645282, PMCID 10445934, DOI 10.12688/openreseurope.14318.2 )
- Irene Barbers, Franziska Stanzel et Bernhard Mittermaier, « Open Access Monitor Germany: Best Practice in Providing Metrics for Analysis and Decision-Making », Serials Review, vol. 48, nos 1–2,‎ 3 avril 2022, p. 49–62 (ISSN 0098-7913, DOI 10.1080/00987913.2022.2066968, S2CID 249260262, lire en ligne, consulté le 8 septembre 2023)

### Conférences
- E.M.S. Dijk, C. Baars, A.Th. Hogenaar et M. van Meel « Digital Spectrum: Integrating Technology and Culture » (2006) 
— (Bansko, Bulgaria)
- Eric Jeangirard « Monitoring Open Access at a national level: French case study » (2019)  (DOI 10.4000/proceedings.elpub.2019.20, arXiv 2104.06844, lire en ligne, consulté le 13 septembre 2023)
—ELPUB 2019 23d International Conference on Electronic Publishing
- George Papastefanatos, Elli Papadopoulou, Marios Meimaris, Antonis Lempesis, Stefania Martziou, Paolo Manghi et Natalia Manola « ADBIS, TPDL and EDA 2020 Common Workshops and Doctoral Consortium » (2020)  (DOI 10.1007/978-3-030-55814-7_29)
— (Cham)
- Pierre Mounier, Proceedings of the Paris Open Science European Conference : OSEC 2022, Marseille, OpenEdition Press, coll. « Laboratoire d'idées », 13 octobre 2022, 69–78 p. (ISBN 979-10-365-4562-7, lire en ligne), « Academic Publishing and Open Science – Where do we stand? »

### Autres publications
- Pekka Olsbo, Expanding Perspectives on Open Science: Communities, Cultures and Diversity in Concepts and Practices, IOS Press, 2017, 217–226 p. (DOI 10.3233/978-1-61499-769-6-217), « Measurement of Open Access as an Infrastructural Challenge: The Case of Finland »
- Open Science Monitor Methodological Note v2, European Commission, 30 avril 2018 (lire en ligne)
- Thérèse Hameau, « Feedback on EC Open Science Monitor Methodological note », sur Ouvrir la Science, 31 août 2018 (consulté le 8 octobre 2023)
- Sicco de Knecht, « Elsevier is trying to co-opt the open science space, and we shouldn't let them », sur ScienceGuide, 12 juillet 2018 (consulté le 11 octobre 2023)
- Jon Tennant, « Elsevier are corrupting open science in Europe », sur The Guardian, 29 juin 2018 (ISSN 0261-3077, consulté le 8 octobre 2023)
- Research assessment and implementation of Open Science, Council of the European Union, 2022 (lire en ligne)